# Coulonges-Thouarsais
 Coulonges-Thouarsais  es una población y comuna francesa, en la región de Poitou-Charentes, departamento de Deux-Sèvres, en el distrito de Bressuire y cantón de Saint-Varent.

## Demografía
| 597 | 571 | 528 | 485 | 419 | 383 |
| Para los censos de 1962 a 1999 la población legal corresponde a la población sin duplicidades (Fuente: INSEE [Consultar]) |     |     |     |     |     |